# Marquesado de Aledo

Escudo de Aledo, ciudad a la que hace referencia el título.

El marquesado de Aledo es un título nobiliario español creado el 3 de marzo de 1897 por el rey Alfonso XIII en favor de Mariano Vergara y Pérez de Aranda, senador del reino.
Su denominación hace referencia al municipio de Aledo, en la región de Murcia.

## Marqueses de Aledo
|                           | Titular                           | Periodo                   |
| Creación por Alfonso XIII | Creación por Alfonso XIII         | Creación por Alfonso XIII |
| ------------------------- | --------------------------------- | ------------------------- |
| I                         | Mariano Vergara y Pérez de Aranda | 1897-1912                 |
| II                        | Josefa Calderón y Montalvo        | 1912-1918                 |
| III                       | Fernanda Calderón y Montalvo      | 1918-1918                 |
| IV                        | María Teresa Garralda y Calderón  | 1918-1964                 |
| V                         | Ignacio Herrero y Garralda        | 1964-1999                 |
| VI                        | Ignacio Herrero y Álvarez         | 2000-2021                 |
| VII                       | Pandora Esperanza Herrero Pidal   | 2022-actual titular       |

## Historia de los marqueses de Aledo
Los marqueses de Aledo fueron:
- Mariano Vergara y Pérez de Aranda (m. 1912), I marqués de Aledo.

Se casó con Josefa Calderón y Montalvo, hija de Fernando Calderón y Collante, I marqués de Reinosa. Sin descendientes. Por real Decreto de 28 de junio de 1897 fue autorizado a designar sucesor, al carecer de descendientes. El 18 de julio de 1905 designó como sucesora a su esposa:
- Josefa Calderón y Montalvo (m. 1918), II marquesa de Aledo. Sin descendientes. Le sucedió su hermana:

- Fernanda Calderón y Montalvo, III marquesa de Aledo, II marquesa de Reinosa.

Se casó con Joaquín Garralda y Oñate, I conde de Autol. Le sucedió, por cesión en 1918, su hija:
- María Teresa Garralda y Calderón (1885-1964), IV marquesa de Aledo.

Se casó con Ignacio Herrero de Collantes, VII marqués de la Hermida. Le sucedió su hijo:
- Ignacio Herrero y Garralda (1913-1999), V marqués de Aledo, ( VIII marqués de la Hermida  desde 1964 a 1967 en que se le revocó la carta de sucesión, otorgando el título a Francisco de Asís Santa-Olalla y Montañés).

Se casó con María Teresa Álvarez Pickman.
Se casó con María Mayer von Wittgenstein. Le sucedió, de su primer matrimonio, su hijo:
- Ignacio Herrero y Álvarez (1942-2021), VI marqués de Aledo.

Se casó con Ágatha Pidal Vives. Sucedió su hija:
- Pandora Esperanza Herrero Pidal, VII marquesa de Aledo.[2]

Se casó en la Parroquia de Santa María Magdalena de Ribadesella, Asturias, con Juan José Quijano Barroso (2000).